# Símbolos de Colotlán
Los Símbolos de Colotlán, son el emblema representativo de este municipio del estado mexicano del estado de Jalisco. La imagen de estos símbolos estás representados por el escudo de armas de la ciudad de Colotlán; otro símbolo de la ciudad es la bandera municipal, colores retomados del rojo encarnado y el oro.

## Escudo

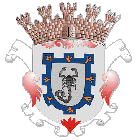
Escudo de Colotlán.

Es el escudo del municipio de Colotlán. El significado es Junto a los alacranes y está representado por una corona en la parte superior y un alacrán en el centro del campo heráldico; proviene el significado de la lengua náhuatl.

## Bandera
La bandera del municipio de Colotlán es el emblema que representa a este municipio y es utilizado por el Ayuntamiento como símbolo representativo de la ciudad desde el año de 1998.
Dicha bandera consta de un campo de rojo  de carmín con el escudo de Colotlán en oro.
El significado de los colores de la bandera son los siguientes:
- Rojo: color de la sangre.
- Oro: color de la riqueza.